# 十一氢二碳代十一硼酸盐
十一氢二碳代十一硼酸盐是一类含[C2B9H11]2-的化合物，多种异构体是已知的，但1,2-二碳代-闭式-十二硼烷(12)衍生的1,2-异构体是最常见的。

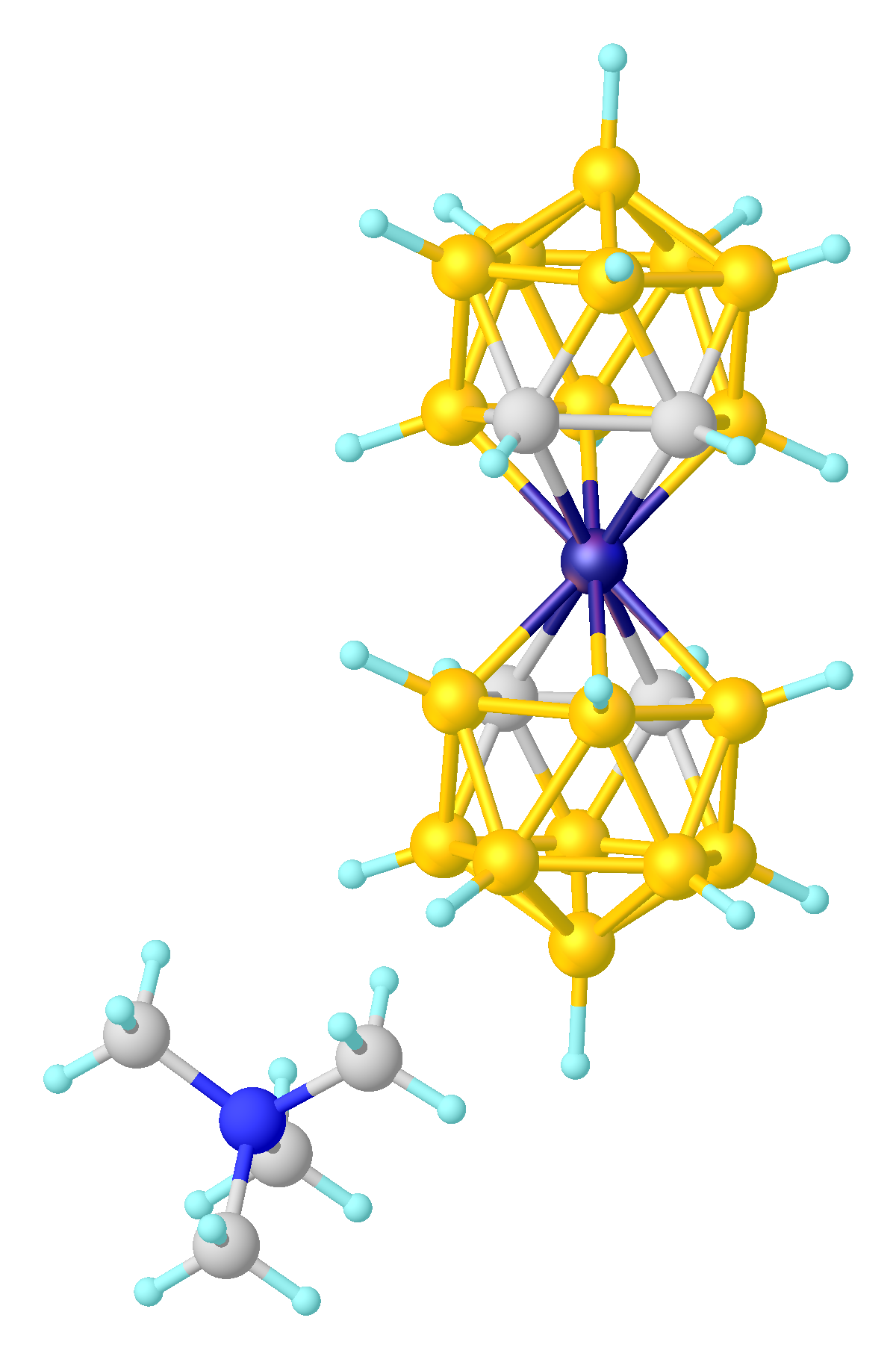
(Me_{4}N^{+})_{2}[Fe(C_{2}
B_{9}H_{11})_{2}]^{+}的结构，图中只显示一个Me_{4}N^{+}。

它的配合物是已知的，如1:1配合物[Mn(CO)3(η5-7,8-C2B9H11)]−。
它的双质子化会生成中性的碳硼烷C2B9H13。